# 佐野真由子
佐野 真由子（さの まゆこ、1969年-）は、日本の文化学者。専攻は文化交流史・文化政策。京都大学大学院教育学研究科教授。

## 来歴・人物
東京都出身。東京学芸大学附属高等学校を経て、1992年に東京大学教養学部教養学科国際関係論専攻を卒業後、国際交流基金に勤務。その後、ケンブリッジ大学に留学し、1999年に国際関係論修士号を取得。2002年国際連合教育科学文化機関（ユネスコ）本部文化局勤務を経て、2005年静岡文化芸術大学専任講師、2008年准教授、2010年4月国際日本文化研究センター准教授、2017年長崎県立大学地域創造学部教授（クロスアポイントメント）。2015年、学位論文「幕末外交儀礼の研究 : 欧米諸国外交官による登城・将軍拝謁式を中心に」で東京大学より論文博士として博士（学術）（地域文化研究アジア）の学位を取得。2018年京都大学大学院教育学研究科教授となる。
2003年著書『オールコックの江戸』でヨゼフ・ロゲンドルフ賞を受賞、2018年『幕末外交儀礼の研究』で日本比較文学会賞受賞。
夫は岡本拓司・東大教授（科学史）。

## 著作

### 単著
- 『オールコックの江戸 初代英国公使が見た幕末日本』（中公新書、2003年）
- 『幕末外交儀礼の研究 欧米外交官たちの将軍拝謁』（思文閣出版、2016年）
- 『クララ・ホイットニーが綴った明治の日々 日記で読む日本史18』（臨川書店、2019年）

### 編著
- 『万国博覧会と人間の歴史』（思文閣出版、2015年）
- 『万博学』（思文閣出版、2020年）